# Kapfing (Vilsheim)
Kapfing ist ein Gemeindeteil der Gemeinde Vilsheim im niederbayerischen Landkreis Landshut.
Im Mittelpunkt des Dorfes nördlich von Vilsheim steht das stattliche Schloss Kapfing. Im letzten Viertel des 11. Jahrhunderts wird erstmals ein Werinher de chapfingen erwähnt, die ersten sicheren Nachrichten vom Schloss stammen aus dem 13. Jahrhundert. Der Ort Kapfing entwickelte sich als typische Siedlung um das Schloss.

## Schloss Kapfing

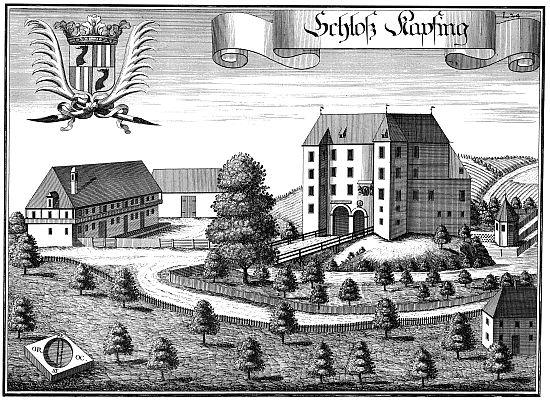
Schloss Kapfing, Kupferstich von Michael Wening

Schloss Kapfing besteht aus einer Rechteckanlage, dem Park und der Schlosskapelle St. Josef. Die Anlage wird als Bodendenkmal unter der Aktennummer D-2-7538-0335 im BayernAtlas als „Untertägige mittelalterliche und frühneuzeitliche Befunde im Bereich des Schlosses von Kapfing, darunter die Spuren von Vorgängerbauten bzw. älterer Bauphasen“ geführt. Ebenso ist das Schloss unter der Aktennummer D-2-74-185-10 ein denkmalgeschütztes Baudenkmal der Gemeinde Vilsheim.
Von 1415 bis 1643 befand es sich im Besitz der späteren Freiherrn von Eckher, bis 1780 befand es sich im Besitz der Freiherrn von Goder. 1702 kam Hieronymus Graf von Spreti als Page an den Hof von Kurfürst Max Emanuel, und durch seine dritte Ehe mit Antonia Freiin von Goder 1754 wurde Schloss Kapfing ab 1780 Stammsitz der Grafen von Spreti. Mit dem Tod des Wolfram Graf von Spreti 2004, der sich zuvor hoch verschuldete, fiel das Schloss mit Ländereien an den bayerischen Staat. Im Jahr 2007 erwarb Nikolaus Weber-Henschel den Besitz.
Ende des 19. Jahrhunderts machte Adolf Graf von Spreti Kapfing zum Hauptwohnsitz. 1910 und 1911 erhielt das dreigeschossige, von einem Walmdach gedeckte Gebäude im Rahmen einer Erweiterung nach Westen zwei runde Ecktürmchen. 1918 kehrte hier König Ludwig III. bei seiner Flucht aus München kurz ein.

## Ort Kapfing

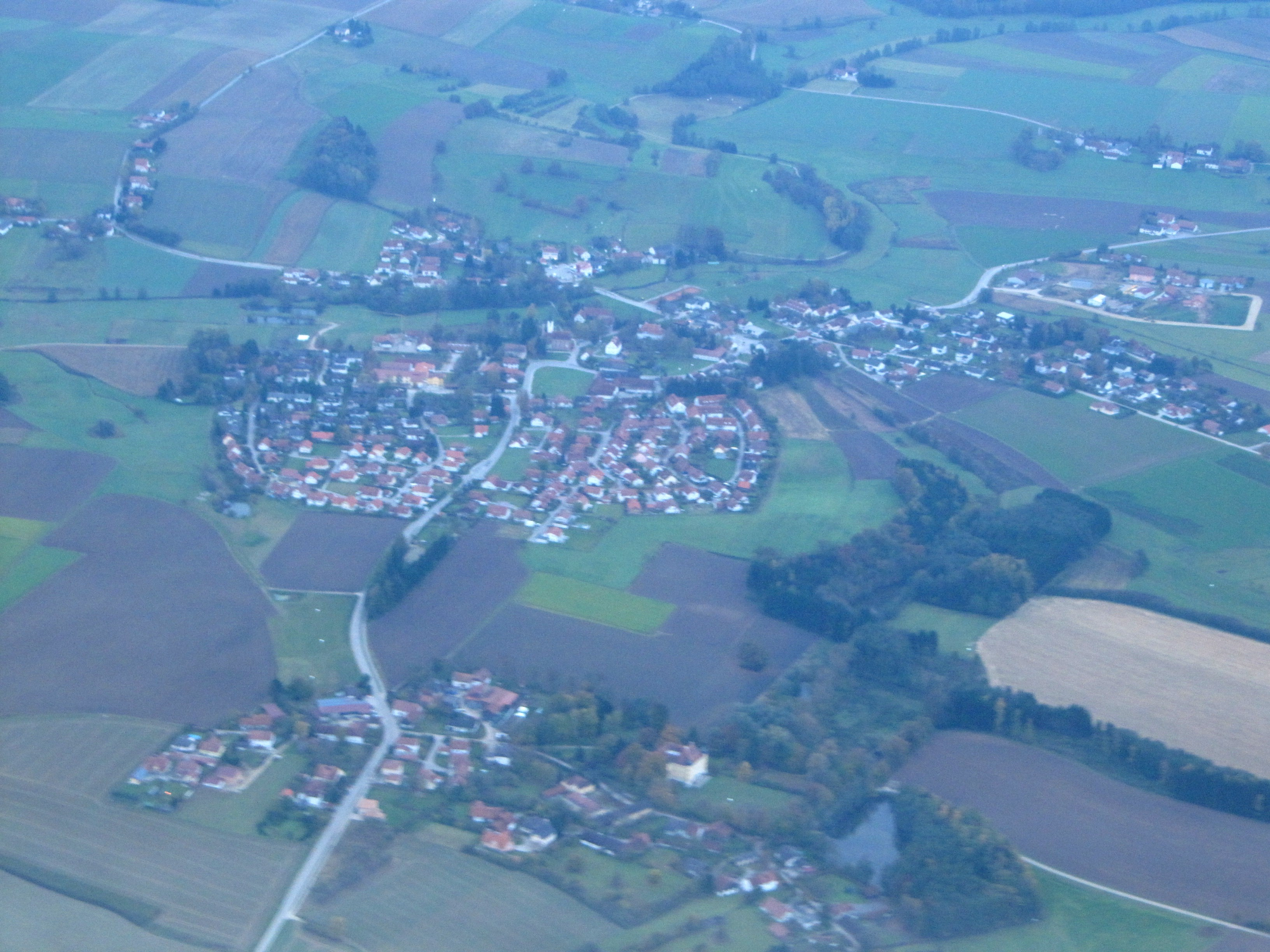
Kapfing mit Schloss Kapfing (unten)

Der Ort Kapfing, der zur Gemeinde Vilsheim gehörte, verzeichnete 1840 neben den gräflichen Flächen 28 weitere Grundeigentümer, vorwiegend Bauern. Von den 41 Familien und 243 Einwohnern gingen 32 Familien mit 147 Angehörigen ausschließlich der Landwirtschaft nach, fünf Familien mit 17 Personen betrieben zugleich ein Gewerbe. Kapfing zählte 1860 100 Einwohner, 1970 waren es 64, zu Beginn des 21. Jahrhunderts waren es etwa 100. Beim Kreisentscheid 2005 des Wettbewerbs Unser Dorf hat Zukunft gewann Kapfing in der Kategorie bis 600 Einwohner die Goldmedaille.

## Persönlichkeiten
- Karl Graf von Spreti (* 21. Mai 1907 auf Schloss Kapfing bei Vilsheim; † 5. April 1970 in San Pedro/Guatemala), Architekt, Politiker (CSU), Bundestagsabgeordneter und Botschafter
- Franz Graf von Spreti (* 17. April 1914 auf Schloss Kapfing bei Vilsheim; † 11. Mai 1990 ebenda), Politiker (CSU), Bürgermeister von Vilsheim, Landrat des Kreises Landshut und Bezirkstagspräsident von Niederbayern